# Podoliniec
Podoliniec (słow. Podolínec, węg. Podolin, niem. Pudlein) – miasto we wschodniej Słowacji, na Spiszu, w kraju preszowskim, w powiecie Lubowla. Znajduje się nad lewym brzegiem Popradu, u podnóży Magury Spiskiej.

## Dzieje
Podoliniec pierwotnie należał do Polski i znajdował się w granicach ziemi sądeckiej, później (na kilkadziesiąt lat, do roku 1412) włączony został do Węgier. Pierwsza pisemna wzmianka o Podolińcu pochodzi z roku 1235, zawiera ją skarga biskupa krakowskiego na duchownych węgierskich, którzy bezprawnie zaczęli pobierać dziesięcinę z miejscowego kościoła, który wraz z okolicą znajdował się wówczas jeszcze w granicach diecezji krakowskiej. W 1244 książę krakowsko-sandomierski Bolesław Wstydliwy udzielił prawo lokacji Podolińca krakowskiemu rycerzowi Henrykowi. W 1292 miejscowość otrzymała prawa miejskie. Podoliniec uzyskał prawo składu w 1292 roku.

…Ormiański biskup jerozolimski Bazyli w roku 1298 wszystkim tym, coby się przyczynili do budowy kościoła N. P. Maryi w Podolińcu nadał odpusty. Nadanie to zatwierdził Jan Muskata, biskup krakowski (Fejer, t. VI cz. 2, str. 172). Bela IV wraz ze swoją córką Kunegundą i jej mężem Bolesławem Wstydliwym wystawili tu zamek. Według podania Kunegunda miała krokami wyznaczać obszar, jaki zająć ma miasto i w miejscach, którędy szła wyschła pod stopami trawa. Rowy i resztki murów miejskich i zamku Kunegundy świadczą jeszcze dziś o starożytności miasta. Dziś jeszcze wskazują okno skierowane ku Lubowni, przy którem siadywała Kinga, zajęta robotą podczas pierwszego napadu tatarskiego.

Później, w połowie XIV wieku miejscowość dostała się we władanie Węgier. W 1412 roku Zygmunt Luksemburski nadał jej prawa wolnego miasta królewskiego. W tym samym roku Podoliniec wraz sąsiednimi miastami Lubowlą i Gniazdami oraz 13 innymi miastami spiskimi wszedł w skład tzw. zastawu spiskiego przekazanego Polsce. Do 1769 r. znajdował się w granicach Polski, później został zajęty przez Austriaków i włączony do Węgier.
Znajdowało się tu słynne kolegium pijarskie przy klasztorze pijarów ufundowanym przez starostę spiskiego i wojewodę krakowskiego Stanisława Lubomirskiego. Jednym z najbardziej znanych wychowanków był Stanisław Konarski, który w 1715 wstąpił do zakonu pijarów i rozpoczął nowicjat w Podolińcu, gdzie zajmował się naukami humanistycznymi, był nauczycielem składni i poezji.
Rozwój gospodarczy w XIX wieku w małym stopniu dotarł do Podolińca. W 1893 r. poprowadzono przez miasto linię kolejową z Popradu do Pławca, powstało też kilka, ale niewielkich zakładów przemysłowych. Po upadku Austro-Węgier, w 1918 r. miasto z okolicą zostały zajęte przez wojsko polskie, powstały tu nawet przejściowo placówki władzy polskiej. Później, ze względu na zapowiadany plebiscyt, strona polska wycofała się z tego terenu. Ostatecznie do plebiscytu nie doszło i w 1920 r. Podoliniec znalazł się oficjalnie w granicach Czechosłowacji.
W XIX w. Podoliniec był zamieszkany przez wielokulturową społeczność – wśród mieszczaństwa liczni byli zwłaszcza Niemcy, co związane było z falą osadnictwa niemieckiego w końcu XVIII w. W 1921 stanowili oni ponad połowę mieszkańców, a aż do końca II wojny światowej ich liczba oscylowała od 26% do 31% ogólnej ilości mieszkańców miasta. Urzędnicy oraz arystokracja, jak wszędzie na Spiszu, przeważnie byli Węgrami. Po II wojnie światowej Niemców spiskich wysiedlono, natomiast nieliczni Węgrzy wyjechali do kraju.

## Demografia
Na koniec 2015 miasto liczyło 3178 mieszkańców w tym 1588 kobiet i 1590 mężczyzn. 94,7% mieszkańców stanowili Słowacy, potem 4% Romowie i dalej Czesi, Polacy, Ukraińcy.

## Zabytki
- Kościół Wniebowzięcia Najświętszej Marii Panny z końca XIII wieku[9];
- Renesansowa dzwonnica z 1659 z dzwonem z 1392[9];
- Dawny klasztor pijarów z połowy XVII wieku[9];
- Kościół klasztorny pw. św. Stanisława Biskupa;
- Kaplica św. Anny na cmentarzu;
- Fragmenty murów obronnych z XIII wieku rozbudowane w XVI wieku[9];
- Ratusz.

## Galeria

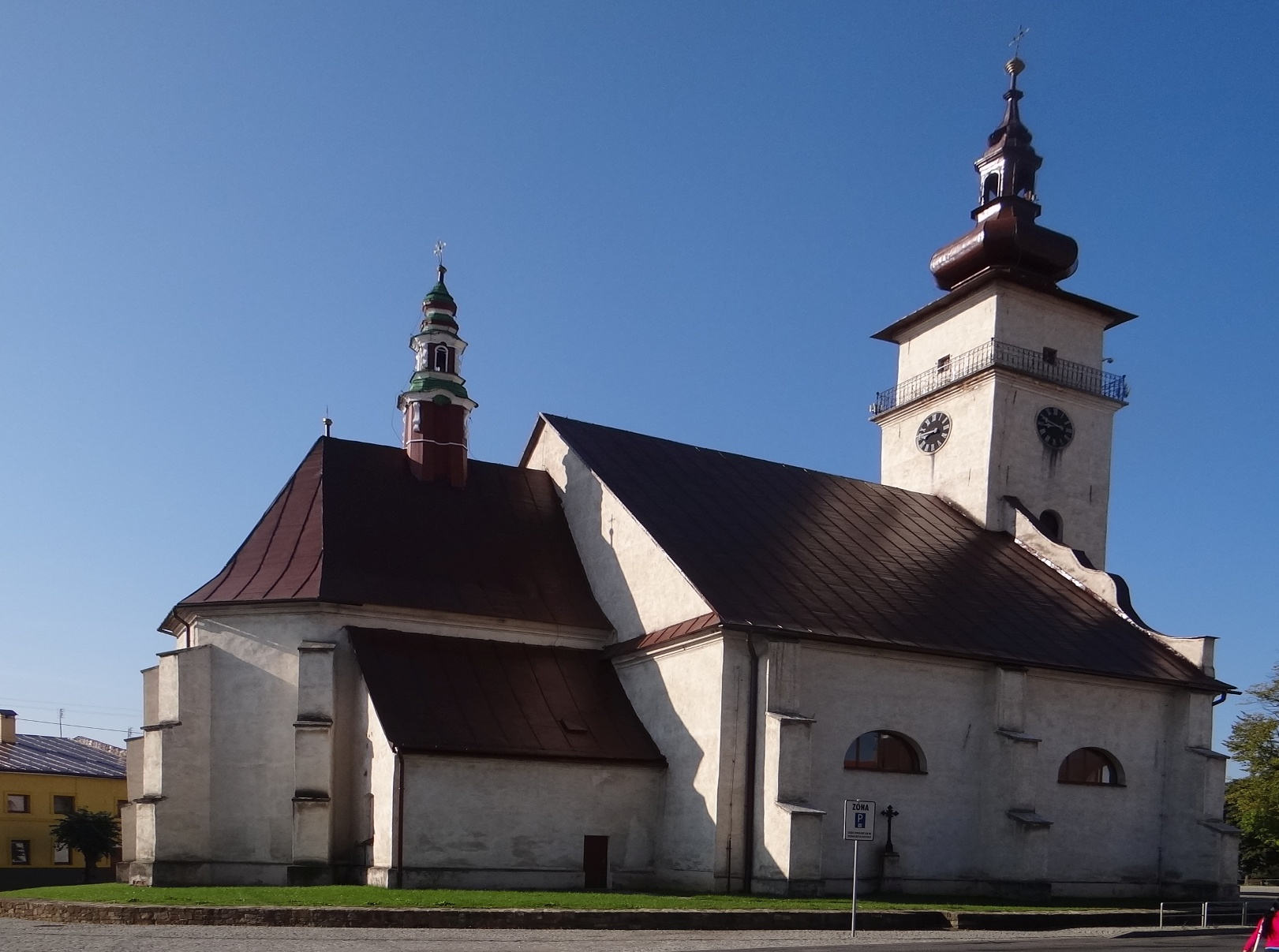
Kościół Wniebowzięcia Najświętszej Marii Panny
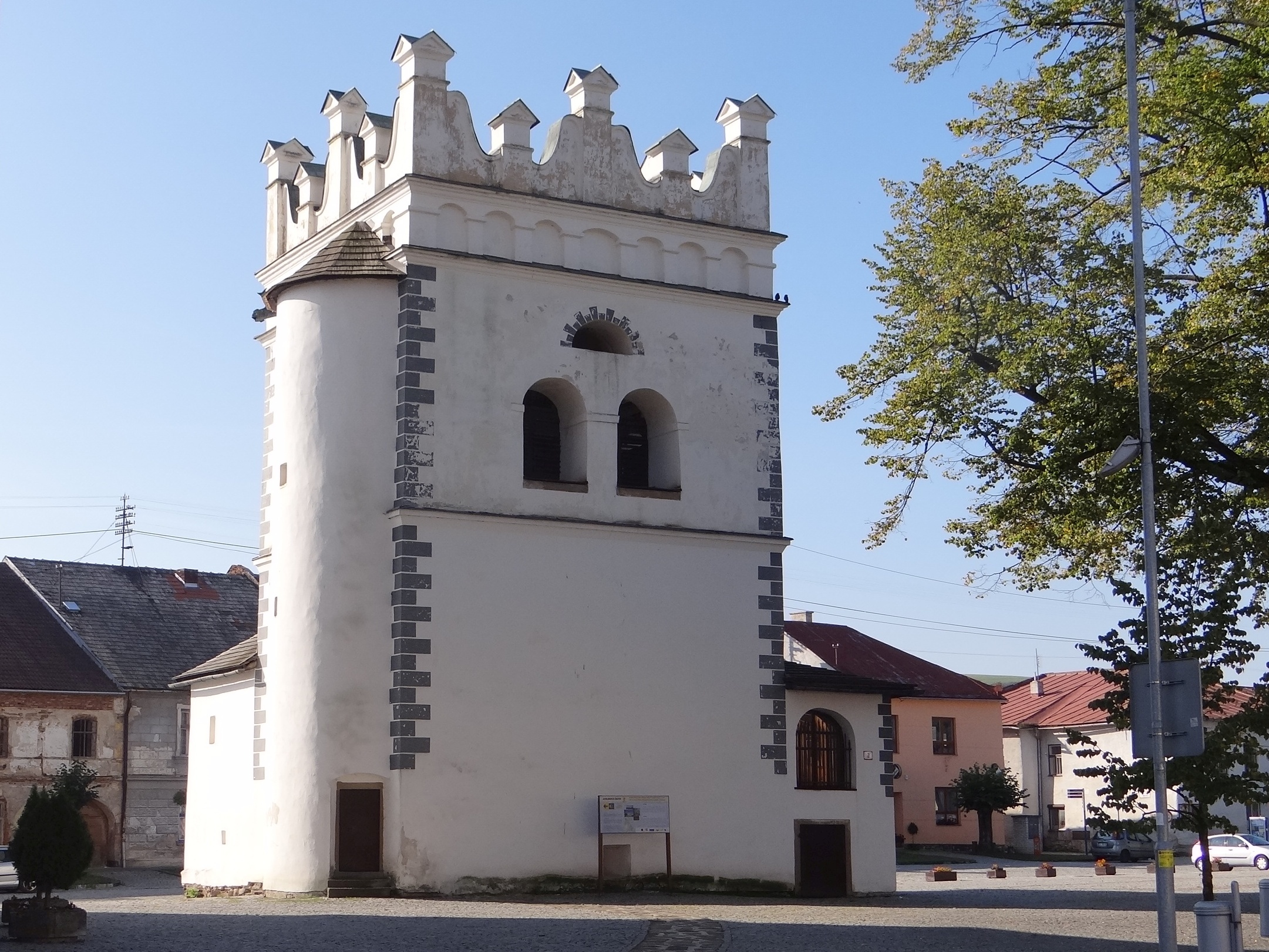
Dzwonnica
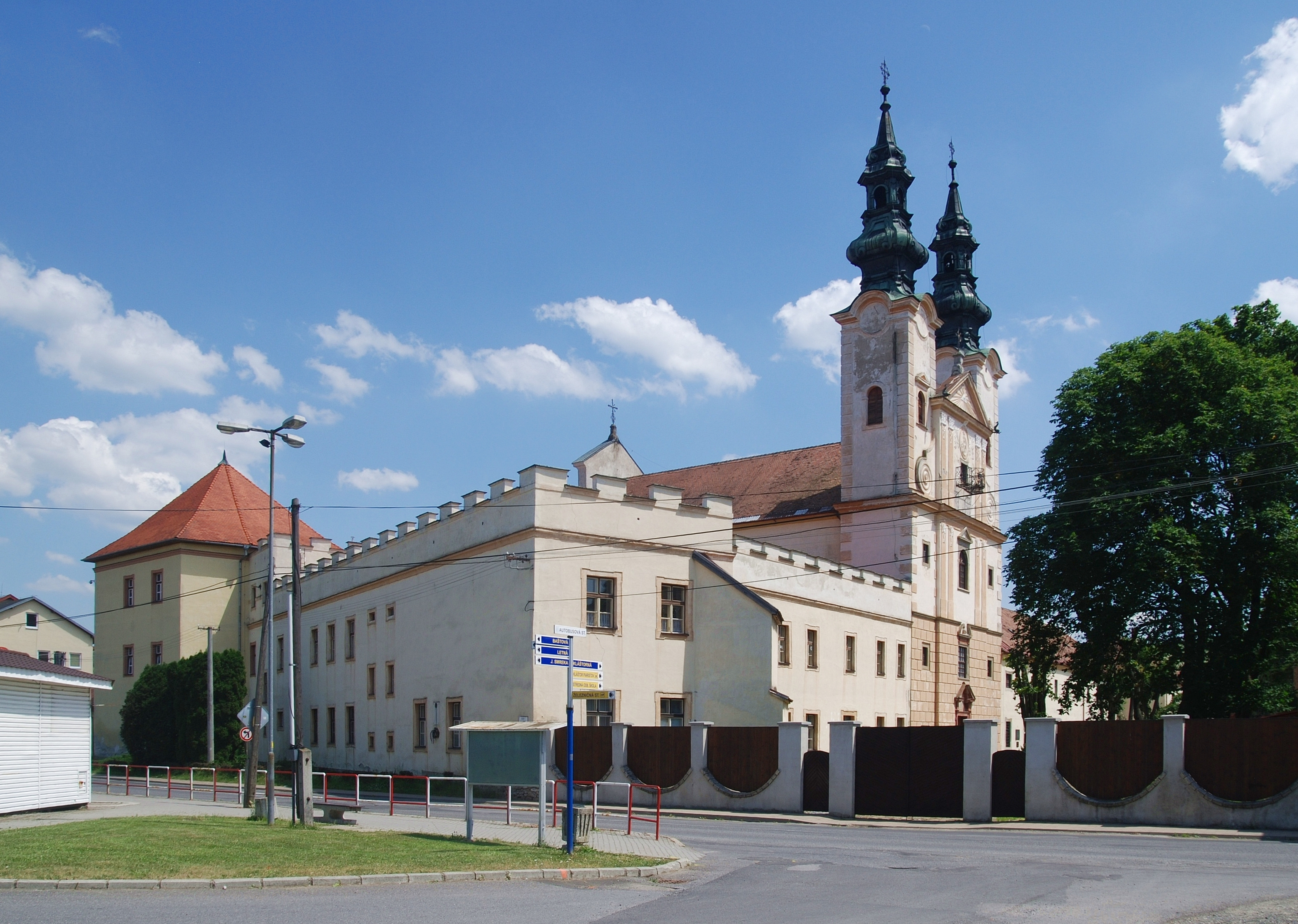
Kościół i klasztor pijarów
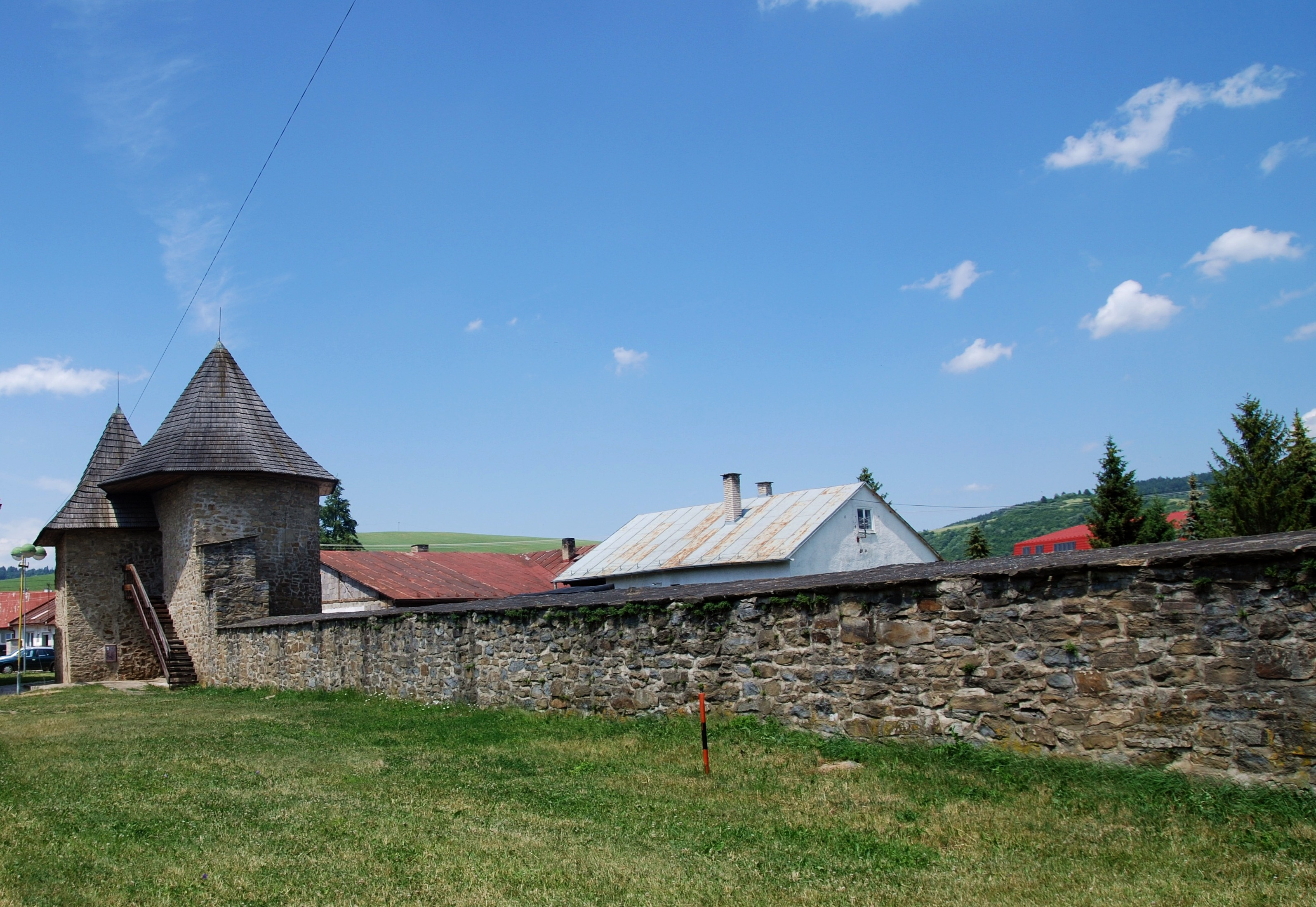
Fragment murów obronnych
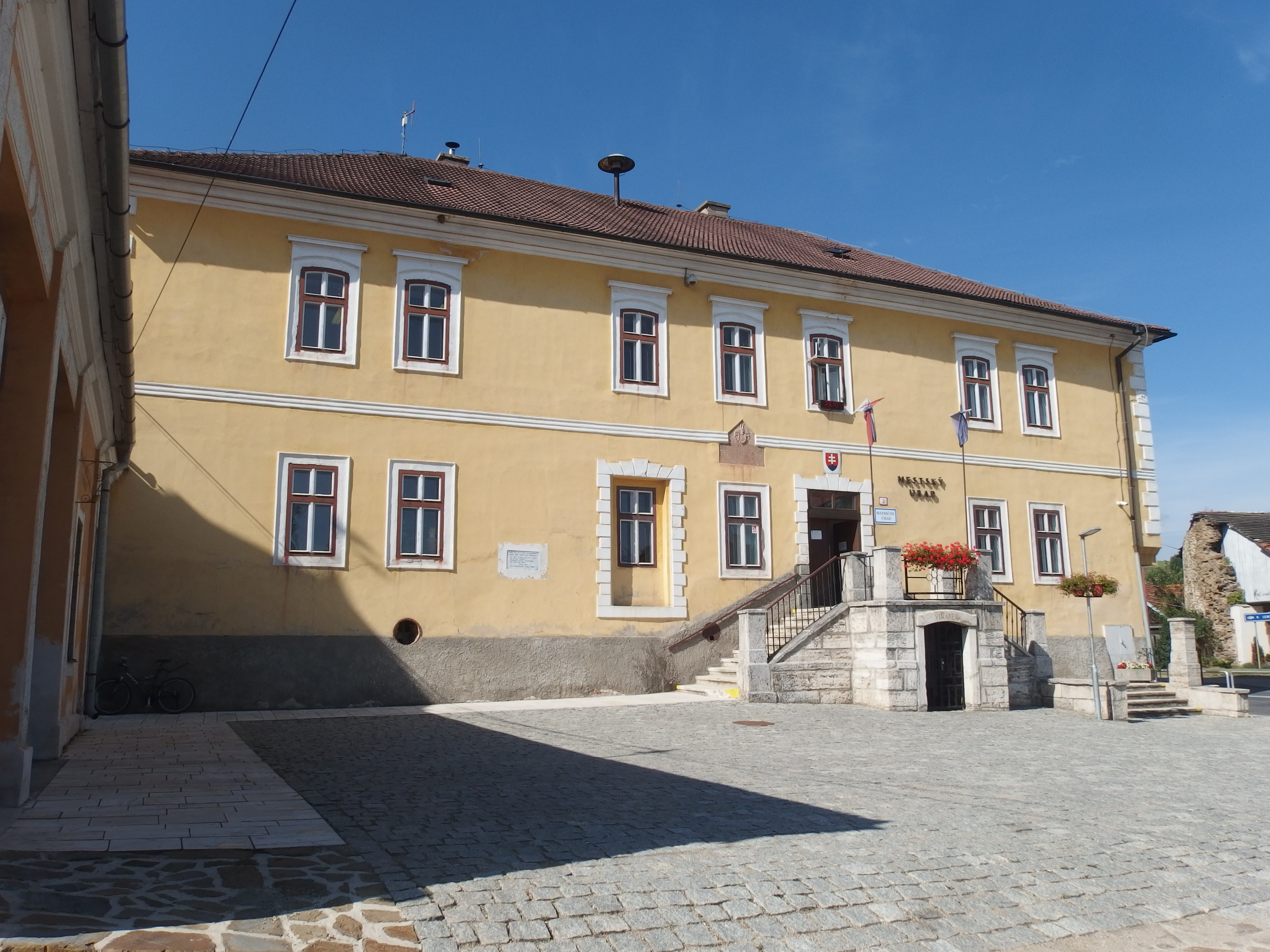
Urząd miasta
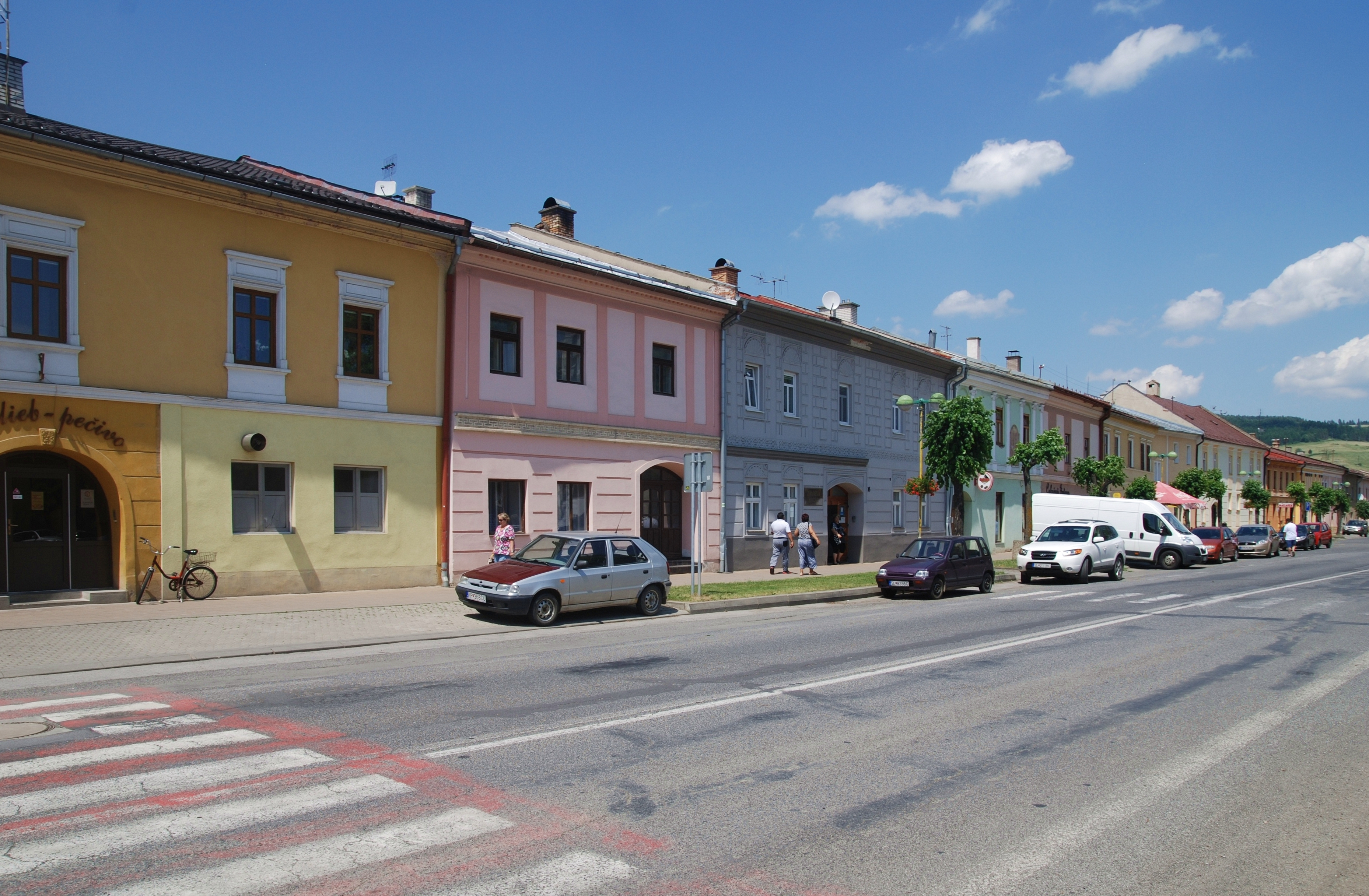
Dawna zabudowa

## Miasta partnerskie
- gmina Rytro[10]